# Wołowy Grzbiet

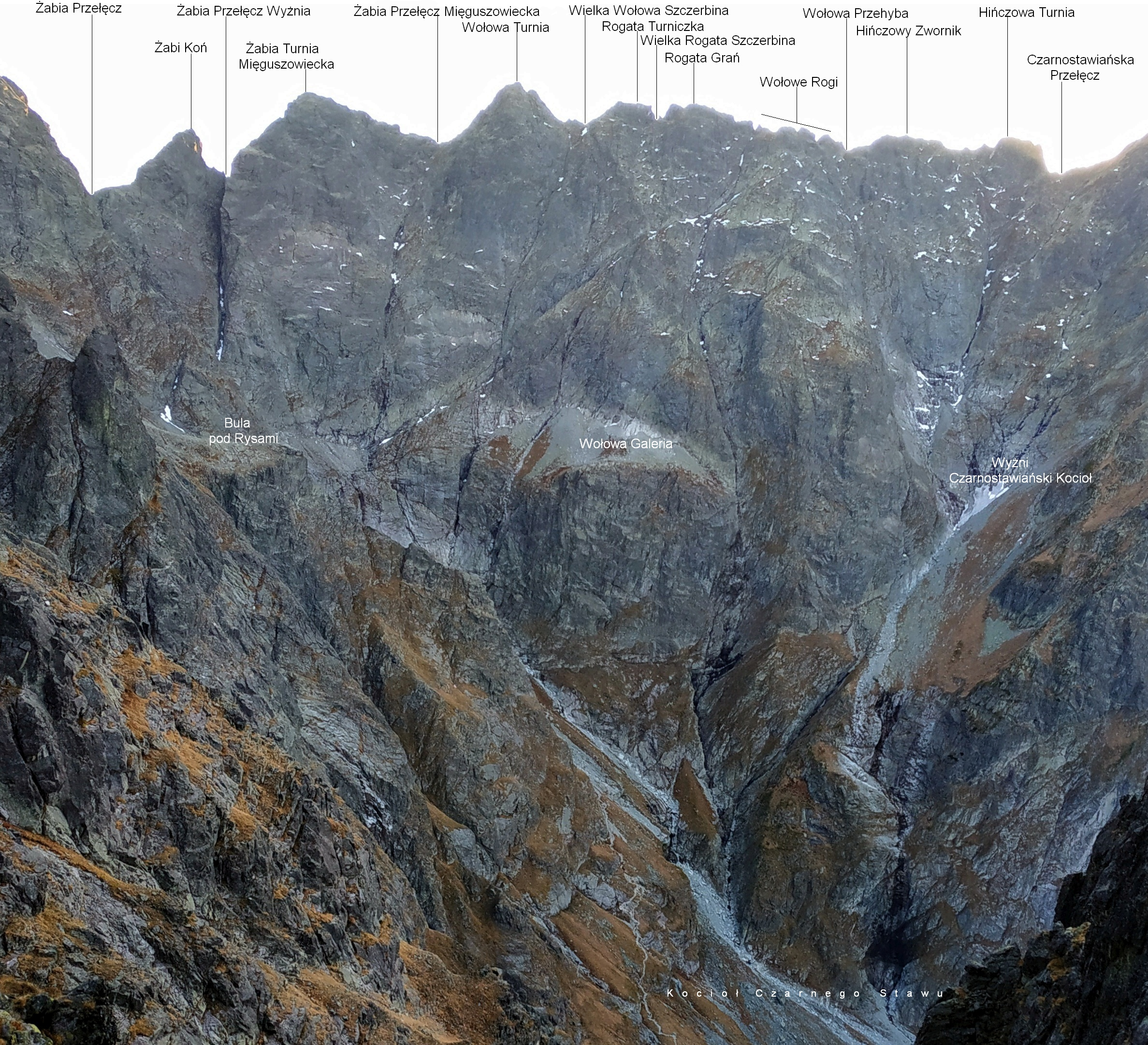
Widok od północy

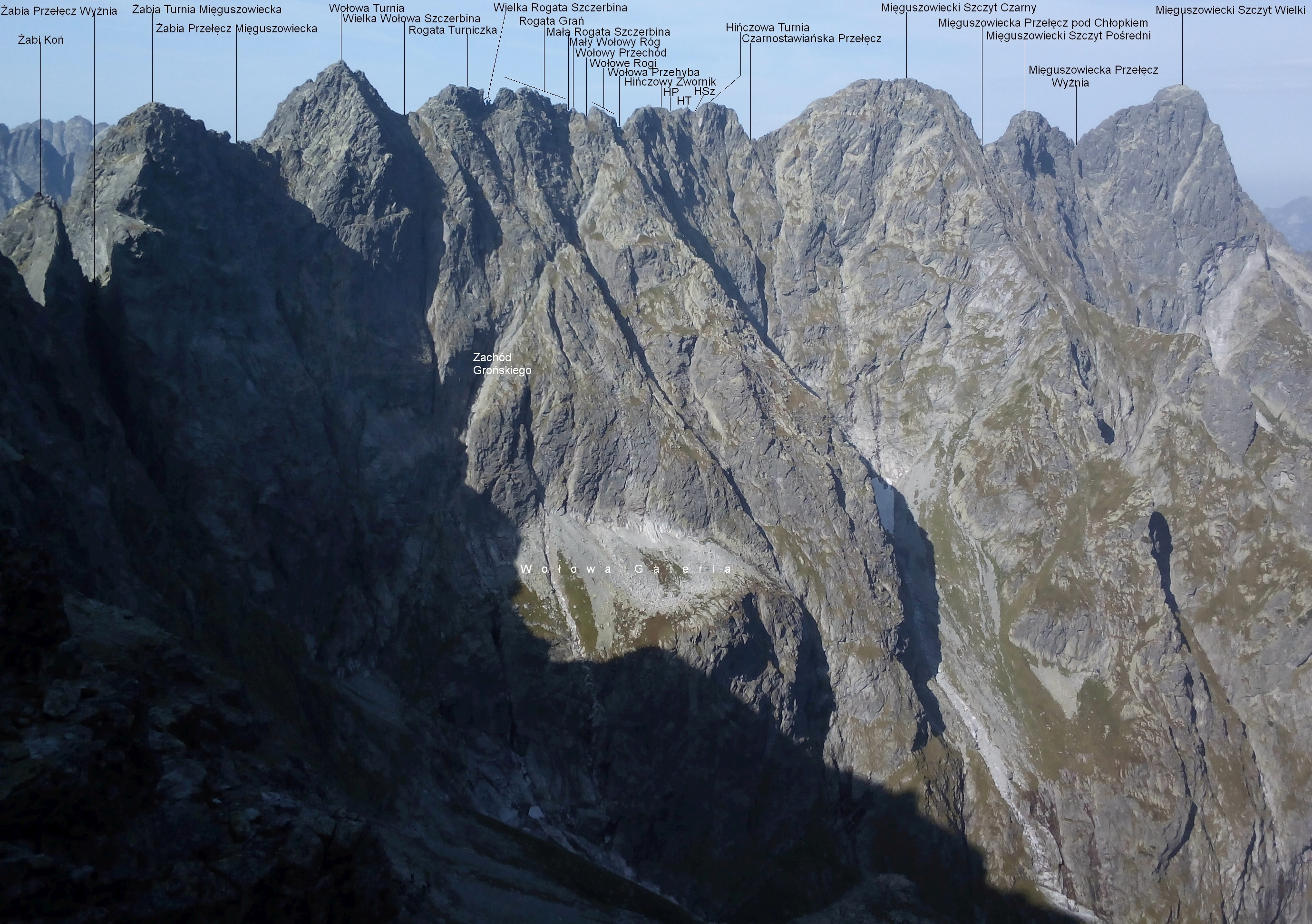
Widok z Niżnich Rysów

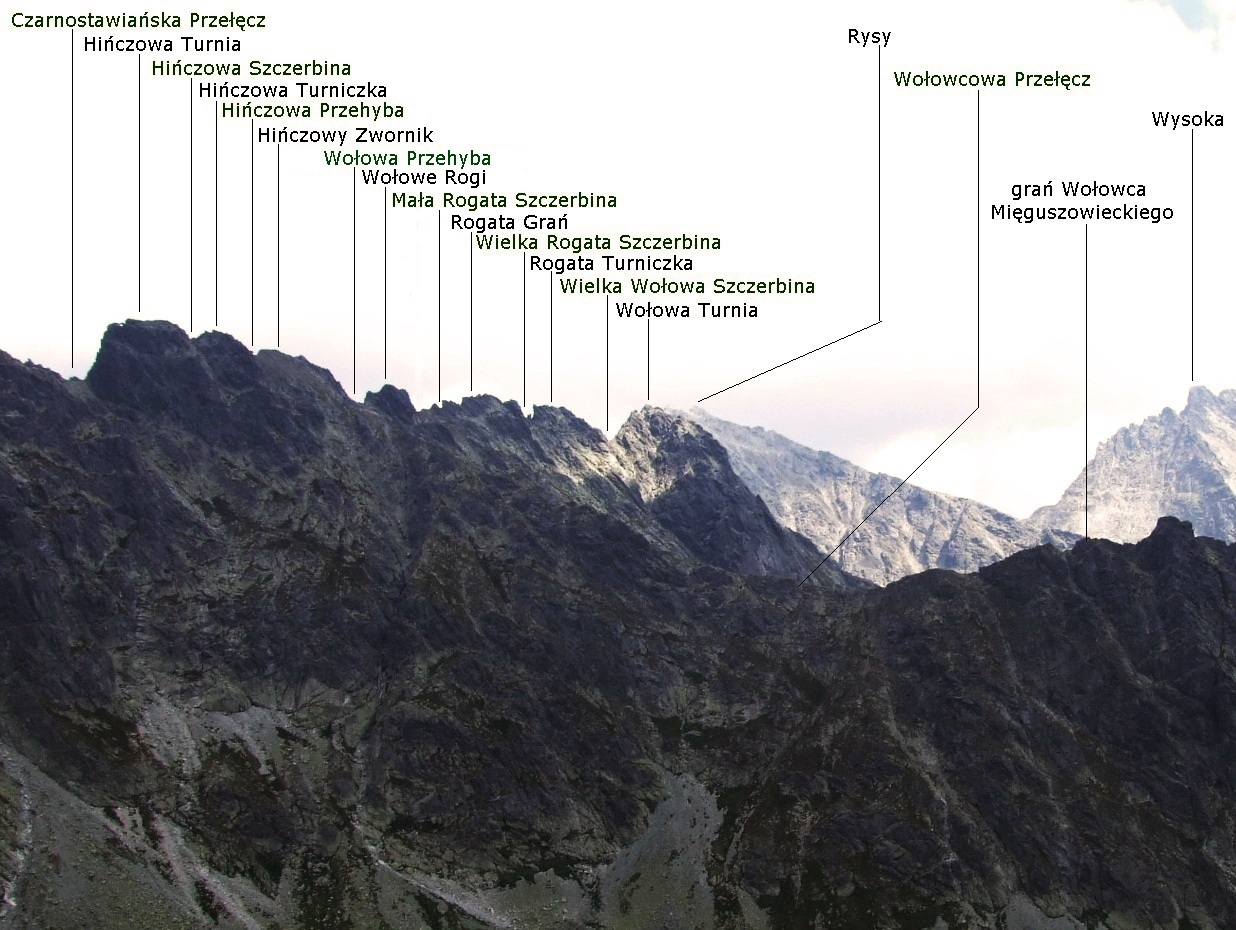
Opisane obiekty Wołowego Grzbietu. Widok z Wyżniej Koprowej Przełęczy

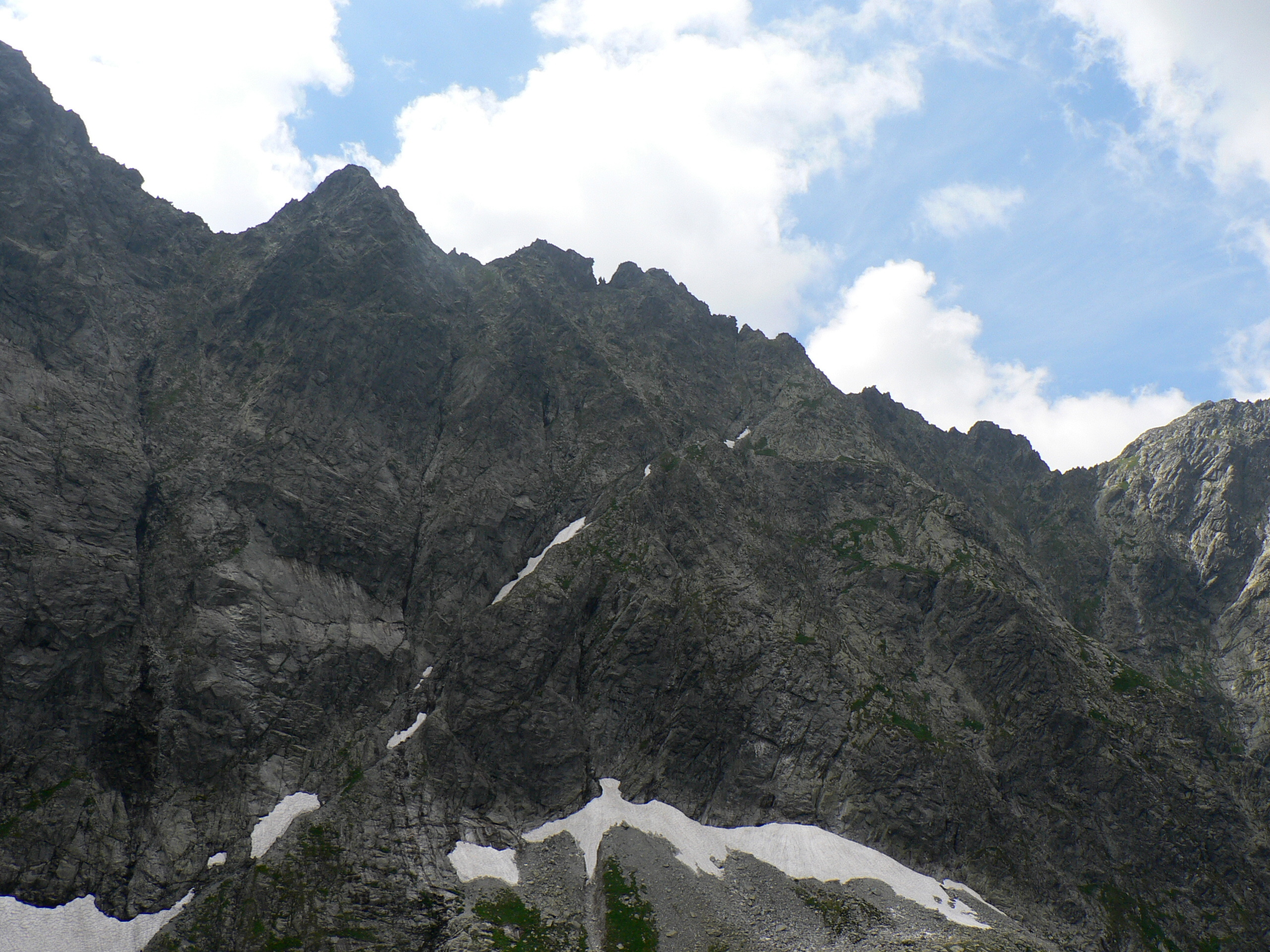
Wołowy Grzbiet widoczny ze szlaku na Rysy

Wołowy Grzbiet (niem. Ochsenrücken, słow. Volí chrbát, węg. Ökörhát) – fragment głównej grani Tatr pomiędzy Czarnostawiańską Przełęczą na zachodzie a Żabią Przełęczą Wyżnią na wschodzie. Jest to odcinek długości ok. 1 km o grzbiecie poszarpanym licznymi zębami turniczek. Od północy wznosi się ścianami nad Czarnostawiańskim Kotłem będącym górnym piętrem Doliny Rybiego Potoku. Ściany te osiągają wysokość do 600 m. Od południa wznosi się nad Doliną Żabią Mięguszowiecką, jedynie północno-wschodnia ściana Hińczowej Turni należy do Doliny Hińczowej.
Pierwszym obiektem o wołowym nazewnictwie był Wołowiec Mięguszowiecki znajdujący się w jego bocznej grani oddzielającej Dolinę Żabią Mięguszowiecka od Doliny Hińczowej. Jego nazwa jest pochodzenia ludowego i od niej pochodzi nazwa grzbietu. Początkowo w Wołowym Grzbiecie nazwane były tylko 3 turnie: Hińczowa Turnia, Wołowa Turnia i Żabia Turnia Mięguszowiecka, oraz cztery szczerbiny. W istocie w grzbiecie jest więcej turni, szczerbin i innych obiektów. Jako pierwszy ich nazewnictwo uzupełnił w 1981 r. Arno Puškáš w 7 tomie swojego przewodnika. Władysław Cywiński w 12 tomie przewodnika Tatry. Przewodnik szczegółowy przetłumaczył je na język polski, w niektórych jednak przypadkach nazwy Arno Puškáša uznał za nieprawidłowe i zmienił je. Niektórym drobniejszym obiektom grzbietu Arno Puškáš nie nadał nazwy. Nazwy tych obiektów uzupełnił W. Cywiński.
Przez Wołowy Grzbiet nie prowadzi żaden szlak turystyczny. Jest udostępniony taternikom do uprawiania wspinaczki zarówno po polskiej, jak i słowackiej stronie. Jego grań jest trudna orientacyjnie. Zdarza się taternikom pomylić drogi zejściowe, a nawet zmusić ich do biwakowania i to przy dobrej pogodzie.
.

## Przebieg grani
W Wołowym Grzbiecie znajdują się w kolejności od zachodu na wschód:
- Czarnostawiańska Przełęcz 2340 m,
- Hińczowa Turnia (Hincova veža) 2372 m,
- Hińczowa Szczerbina (Hincova štrbina) ~2355 m,
- Hińczowa Turniczka (Hincova vežička) ~2360 m,
- Hińczowa Przehyba (Vyšná Hincova priehyba) ~2345 m,
- Hińczowy Zwornik (Hincova kopa) ~2360 m – zwornik dla bocznej grani Wołowca Mięguszowieckiego,
- Wołowa Przehyba (Nižná Hincova priehyba) ~2350 m,
- Wołowe Rogi (Volie rohy):
  - Zachodni Wołowy Róg (Západný volí roh) ~2370 m,
  - Mała Wołowa Szczerbina (Západná volia štrbina) ~2355 m,
  - Wschodni Wołowy Róg (Východný volí roh) ~2370 m,
  - Wołowy Przechód (Volí priechod) ~2350 m,
  - Mały Wołowy Róg (Malý volí roh) ~2360 m,
- Mała Rogata Szczerbina (Malá Rohatá štrbina) – ostro wcięta; ~2355 m,
- Rogata Grań (Rohatý hrebeň),
- Wielka Rogata Szczerbina (Veľká Rohatá štrbina) – w kształcie litery U z niewielkim skalnym zębem w siodle; ~2355 m,
- Rogata Turniczka (Rohatá vežička) ~2368 m,
- Wielka Wołowa Szczerbina (Veľká volia štrbina) ~2355 m,
- Wołowa Turnia (Volia veža) 2373 m,
- Żabia Przełęcz Mięguszowiecka (Východná volia štrbina) ~2315 m,
- Żabia Turnia Mięguszowiecka (Žabia veža mengusovská), 2335 m,
- Żabia Przełęcz Wyżnia (Vyšné Žabie sedlo) 2272 m.

W Wołowym Grzbiecie nazwano także inne obiekty na jego ścianach: Zachód Grońskiego (Grońského lávka), Załupa Aligatora (Aligátorov žľab), Mały Wołowy Żleb (Malý volí žľab), Wielki Wołowy Żleb (Veľký volí žľab), Filar Wołowego Grzbietu (Volí pilier), Komin Węgrzynowicza (Komín Węgrzynowicza), Wołowa Kazalnica (Volia kazateľnica), Wołowa Galeria (Volia galéria), Wyżni Czarnostawiański Kocioł (Vyšná kotlina Čierneho plesa pod Rysmi), Tylkowa Turniczka (Tylkova vežička), Tylkowa Przełączka (Tylkova štrbina)

## Historia zdobycia
Pierwsze odnotowane wejścia:
- na Hińczową Turnię: Karol Englisch i Johann Hunsdorfer, 30 lipca 1903 r.,
- pierwsze przejście grzbietu, przez Małą Wołową, Małą Rogatą, Wielką Rogatą i Wielką Wołową Szczerbinę oraz Wołową Turnię: Katherine Bröske, Simon Häberlein, 11 września 1905 r.,
- na Małą Wołową Szczerbinę z doliny: Janusz Chmielowski, Zygmunt Klemensiewicz, Mieczysław Świerz, 20 sierpnia 1926 r.,
- zimą na Hińczową Turnię: Mieczysław Lerski i Jerzy Maślanka, 21 marca 1910 r.,
- zimą na Małą Wołową Szczerbinę: Stanisław Krystyn Zaremba, 30 grudnia 1934 r.,
- zimą na Wielką Rogatą Szczerbinę: Aleksander Rokita, Stanisław Worwa, 14 kwietnia 1949 r.,
- zimą na Wielką Wołową Szczerbinę i Wołową Turnię: Alfréd Grósz, 5 kwietnia 1913 r.[4]